# Kongregacja Indeksu
Święta Kongregacja Indeksu – dawna kongregacja kardynalska Kurii Rzymskiej. Zajmowała się cenzurą publikacji i redagowaniem Indeksu ksiąg zakazanych.

## Historia
5 marca 1571 papież Pius V powołał do życia komisję kardynalską ds. rewizji Indeksu ksiąg zakazanych opublikowanego przez papieża Piusa IV w 1564. Jego następca Grzegorz XIII 13 września 1572 przekształcił tę doraźnie powołaną komisję w stałą kongregację kardynalską, co zatwierdził papież Sykstus V w konstytucji Immensa Aeterni Dei z 22 stycznia 1588. Odgrywała kluczową rolę w tworzeniu kolejnych wydań Indeksu ksiąg zakazanych. Jednym z jej najsłynniejszych rozporządzeń jest dekret z 5 marca 1616 wciągający na Indeks dzieło Mikołaja Kopernika O obrotach sfer niebieskich. W swej działalności cenzorskiej ściśle współpracowała z Kongregacją Świętego Oficjum i lokalnymi trybunałami inkwizycyjnymi.
W ciągu swej 345-letniej historii Kongregacja Indeksu współtworzyła jedenaście kolejnych edycji Indeksu ksiąg zakazanych (1596, 1664, 1681, 1711, 1758, 1786, 1819, 1835, 1877, 1881 i 1900).
Kongregacja Indeksu została rozwiązana przez papieża Benedykta XV 25 marca 1917, a jej kompetencje przejęła Kongregacja Świętego Oficjum.

## Skład
W skład Kongregacji wchodziło początkowo pięciu kardynałów, jednak później ich liczba wzrosła i wahała się od kilkunastu do dwudziestu kilku. Nadto należał do niej z urzędu także Mistrz Świętego Pałacu, wywodzący się zawsze z zakonu dominikanów. Jeden z niższych rangą prałatów (zazwyczaj także dominikanin) pełnił funkcję sekretarza.

## Lista prefektów Kongregacji
- Jérôme Souchier OCist (1571)
- Guglielmo Sirleto (1571–1585)
- Marcantonio Colonna (1587–1597)
- Agostino Valier (1597–1602)
- Simeone Tagliavia d’Aragonia (1602–1604)
- Girolamo Bernerio OP (1604–1611)
- Paolo Emilio Sfondrati (1611–1618)
- Robert Bellarmin SJ (1618–1621)
- Bonifacio Bevilacqua (1621–1622)
- Maffeo Barberini (1622–1623)
- Giovanni Garzia Millini (1623–1627)
- Carlo Emmanuele Pio (1627–1641)
- Luigi Caetani (1641–1642)
- Bernardino Spada (1642–1661)
- Marzio Ginetti (1661–1671)
- Paluzzo Paluzzi Altieri (1671–1698)
- Girolamo Casanate (1698–1700)
- Tommaso Maria Ferrari (1700–1716)
- Carlo Agostino Fabroni (1716–1727)
- Gianantonio Davia (1727–1740)
- Leandro di Porzia (1740)
- Angelo Maria Quirini (1740–1755)
- Francesco Landi Pietra (1755–1757)
- Antonio Andrea Galli (1757–1767)
- Benedetto Veterani (1767–1776)
  - Carlo Rezzonico, proprefekt (1776–1779)
- Hyacinthe Sigismond Gerdil CRSP (1779–1795)
- Stefano Borgia (1795–1802)
- Michelangelo Luchi OSBCas (1802)
- Lorenzo Litta (1803–1816)
- Francesco Fontana CRSP (1816 –1818)
- Michele di Pietro (1818–1821)
- Francesco Saverio Castiglioni (1821–1829)
- Pietro Caprano (1829–1834)
- Giuseppe Antonio Sala (1834)
- Giacomo Giustiniani (1834–1843)
- Angelo Mai (1843–1848)
  - Pietro Ostini, proprefekt (1848–1849)
- Giacomo Luigi Brignole (1849–1853)
- Girolamo d’Andrea (1853–1861)
- Lodovico Altieri (1861–1864)
- Antonio Saverio De Luca (1864–1878)
- Tommaso Maria Martinelli OESA (1878–1888)
- Placido Maria Schiaffino OSBOliv (1888–1889)
- Camillo Mazzella SJ (1889–1893)
- Serafino Vannutelli (1893–1896)
- Andreas Steinhuber SJ (1896–1907)
- Francesco Segna (1908–1911)
- Francesco Salesio Della Volpe (1911–1916)